# 蘇源泉

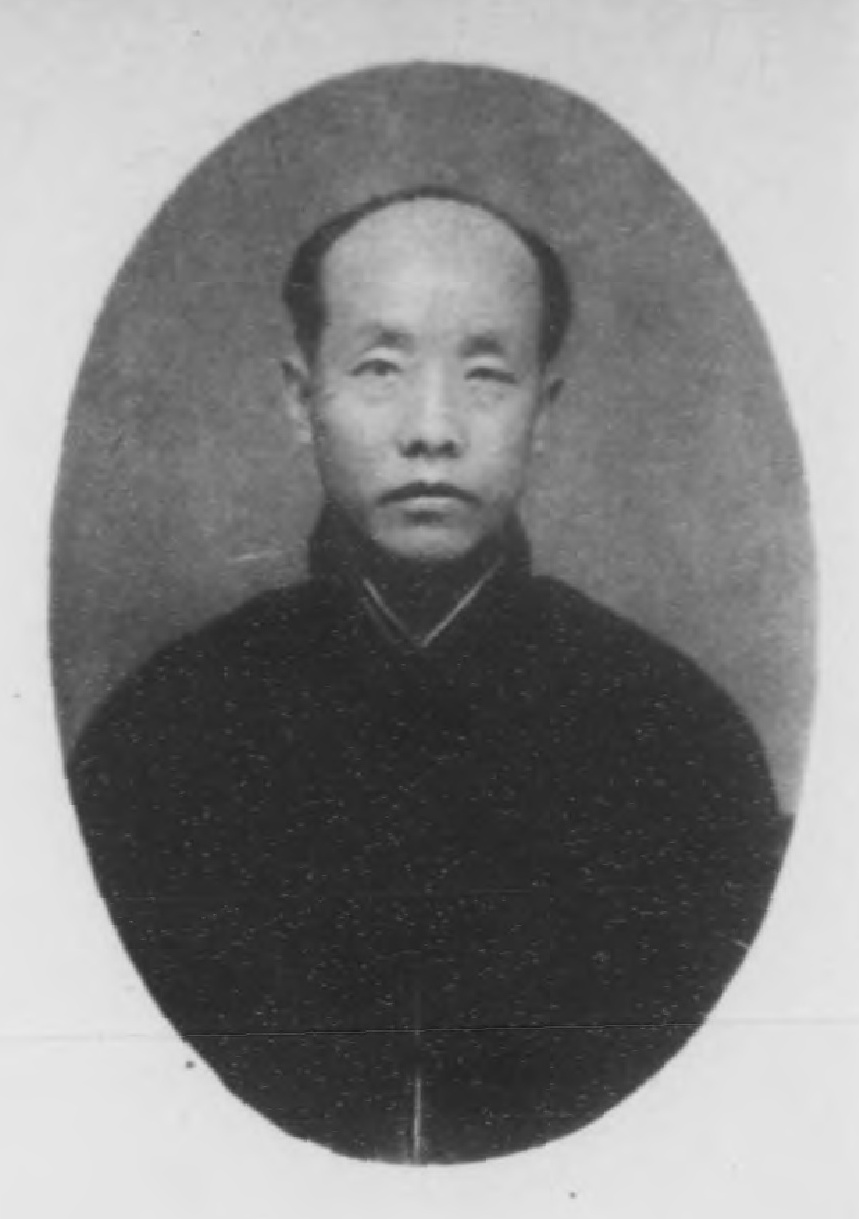

苏源泉（1874年—1931年），字本如，甘肃会宁县老君坡乡宿家堡子村人。清末民國政治人物、學者、書法家。

## 生平
清光绪二十年（1894年）与其兄苏耀泉同中舉人，三十年（1904年）甲辰科考取末科進士，殿試名列二甲第四十九名，授礼部主事。
民国初，任审计院协审官，继调内务部佥事。生性耿直，為官清廉，喜读诗书。民国二十年（1931年）在北平病逝，葬永定门外砂子口地藏庵北。
擅诗词，工書法，著有《时敬斋诗草》4卷。